# Busseola fusca
Espèce
Busseola fusca (foreur de la tige du maïs, foreur africain du maïs, foreur de tiges de céréales) est une espèce d'insectes lépidoptères de la famille des Noctuidae, les papillons de nuit ou noctuelles, originaire d'Afrique.
Le foreur de la tige du maïs est un insecte phytophage inféodé aux espèces de plantes monocotylédones de la famille des Poaceae (graminées). Les dégâts sont dus à la chenille qui creuse des galeries dans les tiges épaisses et les épis. C'est un ravageur des cultures de maïs et de sorgho, principales cultures de céréales en Afrique.
Cet insecte serait responsable d'une perte évaluée à 10 % de la production annuelle de maïs en Afrique du Sud.

## Synonymes
- Busseola sorghicida Thurau, 1904;
- Sesamia fusca Fuller, 1901
- Calamistis fusca Fuller, 1901

L'espèce a d'abord été décrite, en 1901, sous le nom de Calamistis fusca par l'entomologiste sud-africain, Claude W. Fuller. Par la suite, elle a été transférée dans le genre Busseola..

## Distribution
L'aire de répartition de Busseola fusca comprend la quasi-totalité de l'Afrique subsaharienne, où cet insecte est très répandu entre les latitudes 12 °N et 30° S. l'espèce est inconnue ailleurs (espèce endémique).

## Biologie

### Cycle biologique
Busseola fusca est une espèce bivoltine, qui connait donc deux générations par an, parfois trois lorsque les conditions climatiques le permettent.
Les adultes apparaissent vers la fin du printemps (surtout en novembre en Afrique du Sud). Les femelles pondent leurs œufs sur la face interne de la gaine des feuilles, contre la tige. Les œufs sont déposés par paquets de 30 à 150. Une femelle peut pondre au total jusqu'à 1000 œufs. L'éclosion intervient en général neuf jours après la ponte.
Le développement des larves (chenilles) nécessite environ un mois et comprend généralement six stades, parfois jusqu'à huit lorsque les conditions sont défavorables. Les larves du premier stade se développent dans les jeunes feuilles. Aux stades suivants, elles migrent dans la tige dans laquelle elles creusent des galeries. À la fin de leur développement, les chenilles creusent une galerie aboutissant à la cuticule externe, laissant une mince membrane que l'adulte perforera pour émerger. En général, une seule chenille se développe dans une tige donnée. La nymphose dure environ trois semaines et se déroule à l'intérieur de la tige.
La deuxième génération se produit en automne (février en Afrique du Sud). Les chenilles se nourrissent d'abord dans les épis en formation, causant des dégâts importants aux graines, avant de se disperser dans d'autres pieds de maïs et de pénétrer dans la tige.
La nymphose se produit généralement au printemps suivant, la chenille passant l'hiver dans la base de la tige. Dans certains cas, la nymphose se produit avant l'hiver, donnant lieu à une troisième génération de papillons au bout de trois semaines.

### Plantes hôtes
Le foreur africain du maïs attaque principalement les plantes de la famille des graminées (Poaceae), sauvages ou cultivées. Parmi ces dernières, il s'agit principalement du maïs et du sorgho et, dans une moindre mesure, du mil à chandelle (Pennisetum glaucum), du mil rouge (Eleusine coracana), et de la canne à sucre. Parmi les graminées sauvages, cet insecte se trouve souvent sur Sorghum arundinaceum (millet sauvage) et Arundo donax (canne de Provence), et sporadiquement sur Pennisetum purpureum (herbe à éléphants), Panicum maximum (herbe de Guinée), Cymbopogon nardus, Cymbopogon giganteus et Setaria megaphylla.

### Ennemis naturels
Parmi les ennemis naturels, qui contribuent à limiter les populations de Busseola fusca, figurent des micro-organismes entomopathogènes : champignons, bactéries, protozoaires, des parasitoïdes : insectes hyménoptères (notamment Braconidae, Ichneumonidae, Eulophidae) et secondairement des diptères (Tachinidae) ainsi que des prédateurs, principalement des fourmis.

## Moyens de lutte
Une variété de maïs transgénique, l'OGM Mon810, porteur d'une protéine insecticide, avait été introduite notamment en Afrique du Sud. Toutefois, une résistance est apparue dès cette introduction en 1998, pour devenir croissante, conduisant Monsanto à remplacer cet OGM devenu inefficace par un autre, MON89034, qui exprime deux protéines Cry insecticides différentes : Cry1A.105 et Cry2Ab.
Au Kenya, une stratégie dite push-pull, visant à lutter contre contre Busseola fusca et Striga sp., a montré des augmentations de rendement très significatives. Elle consiste à intercaler des zones d'attraction destinées à piéger les foreurs de tiges grâce à des plantes telles que l'herbe à napier (Pennisetum purpureum Schumach) et l'herbe du Soudan (Sorghum vulgare sudanense Stapf.), et des zones de répulsion autour des cultures de maïs, plantées d'herbe à mélasse (Melinis minutiflora Beauv.), et deux espèces de légumineuses (Desmodium uncinatum Jacq. et Desmodium intortum Urb.).